# Bihács ostroma (1992–1995)
Bihács ostroma az északnyugat-boszniai Bihács városának három évig tartó ostroma volt az 1992–1995-ös boszniai háború során a Boszniai Szerb Köztársaság hadserege, a Szerb Krajina Hadserege és a Fikret Abdić bosnyák politikus által vezetett bosnyák szakadárok által. Az ostrom három évig tartott, 1992 júniusától 1995. augusztus 5-ig, amikor a Vihar hadművelet során a Horvát Hadsereg (HV) az ostromlott várostól északnyugatra, Horvátországban, lerohanta a lázadó szerb erőket. A szarajevói Kutatási és Dokumentációs Központ megállapította, hogy az ostrom alatt álló községekben – Bihács, Bosanska Krupa, Cazin és Velika Kladuša – 1991 és 1995 között 4856 meghalt vagy eltűnt személy volt.

## Előzmények
Miután 1991-ben a várostól nyugatra fekvő területeken kikiáltották a szakadár Krajinai Szerb Köztársaságot, Bihács lakosait megakadályozták, hogy átkeljenek erre a területre. 1992-ben a várostól keletre a boszniai szerbek kikiáltották a Boszniai Szerb Köztársaságot, mely után Bihács, Bosanska Krupa, Cazin és Velika Kladuša bosnyák többségű közösségei mindkét oldalról szerbektől körülvéve találták magukat. A két szerb hadsereg együttműködött, hogy elfoglalják a köztük fekvő bosnyák enklávét. A szerb erők 1992. június 12-től Bihácsot blokád alá vették és bombázni kezdték. Ennek következtében Bihács lakosai kénytelenek voltak áram- és vízellátás nélküli óvóhelyekre húzódni, és csak korlátozott élelmiszer-segélyben részesültek. Időnként éhség tört ki. Bihács megye rendkívüli állapotot hirdetett, és megalakította saját ellenálló hadseregét, az 5. hadtestet.
Bár katonai végzettsége nem volt, a Bihács környéki horvátok védelmét a horvát nemzetiségű Tomislav Dretar szervezte meg, aki Horvát Demokratikus Közösség (HDZ) bihácsi elnöke lett. 1992. július 28-án a Velika Kladuša községben található Šmrekovac faluban megalapította a Bihácsi Horvát Védelmi Tanácsot (HVO), és ezredesi rangban katonai parancsnok, valamint a tanács első elnöke lett. A horvát egységek az 5. Bihácsi hadtesten belül kisebb egységként, de önálló horvát katonai kontingensként összesen 1200 főt számláltak. A horvát HVO parancsnoksága alatt egységei a Bosznia-Hercegovinai Köztársaság hadseregének részét képezték.

## Az ostrom

### 1992
1992. augusztus 11-én a város feletti dombon lévő szerb állásokból kilőtt lövedék a város központjában, egy bosnyák nők és gyermekek menedékházává átalakított épület mellett robbant fel. Öt ember meghalt, köztük három gyerek, és 24-en megsebesültek. Nyolc embert amputálni kellett. A városi kórház igazgatója elmondta, hogy „minden áldozatnak nagy műtétje volt”. A régi puskákon kívül kevés fegyverrel felfegyverzett Bihács lakóinak nem volt módjuk a megtorlásra. Ehelyett, mint minden nap június 12. óta, amikor a Boszniai Szerb Köztársaság hadserege először kezdte bombázni Bihácsot, az emberek egyszerűen mindent megtettek a sebesültek elszállítására és a romok eltakarítására. Egy titkár azt mondta, hogy „órákba telt, mire lemosták a vért”. Szinte minden nap újabb lövedékeket lőttek ki a szerbek, hol reggel, hol délután, hol éjszaka. Augusztus egyik napján az ágyúzás 18:40-től jóval éjfél utánig tartott.
A régió főként bosnyák lakosságú volt, és melléjük 1992 nyarán többségben a Banja Luka és Sanski Most környéki szerbek által ellenőrzött területeiről a fegyveres konfliktus kitörése óta mintegy 35 000 lakóhelyét elhagyni kényszerült személy érkezett. Cserébe a szerbek többsége, akik a háború előtt mintegy 12 000-en voltak, ugyanekkor Bihácsból Banja Lukába indult el.

### 1993
Srebrenica biztonsági övezetként való kijelölését 1993. május 6-án kiterjesztették további öt boszniai városra: Szarajevórara, Tuzlára, Žepára, Goraždéra és Bihácsra. Alija Izetbegović boszniai elnök elutasította a koncepciót. Azt mondta, hogy az övezetek halálcsapdákká válnának, ahol a menekültek biztonságban érezve magukat a boszniai szerb erők könnyű célpontjaivá válnának.
A három év alatt Bihácsot csak kevés élelmiszert szállító konvoj érte el, és a város lakói csak alkalmanként részesültek a légi szállításokból. A bombatámadások romjai körös-körül hevertek. A házakhoz homokzsákokat halmoztak fel, az utcasarkokon pedig bunkerek sorakoztak. A lakosság csaknem felét a terület védelmére besorozták a hadseregbe. Az egykor viszonylag virágzó közösség utcáiról szinte eltűntek az autók. Nem volt hova menni, és kevés volt az üzemanyag. A posta tele volt homokzsákokkal. 1991 óta szinte minden telefonvonal megszakadt. Az ENSZ-csapatoknak a térségben való bevetése sem segített: a horvátországi ENSZ-zónában lévő szerb erők 1993 áprilisában eltérítettek egy Bihács felé tartó segélykonvojt. Miközben a szerbek 19 tonna élelmet elszállítottak, az ENSZ menekültügyi tisztviselői tehetetlenül álltak mellette. A főként készételeket tartalmazó szállítmányt a horvátországi szerb civileknek osztották ki. Marcus Tanner újságíró cinikusan kommentálta, hogy az „ENSZ által védett” Krajinából származó szerbek miként ágyúzták Bihácsot, az „ENSZ biztonsági övezetét”.
A 170 000 embert számláló Bihács területtől 1993 májusa után megtagadták az ENSZ segélykonvojait. 1993-ra az enklávé 61 000 kitelepített vagy Bosznia más részeiről érkezett menekültnek adott otthont, ami a teljes lakosság 27 százalékának felelt meg. Az egész Bihács környékén egyetlen kórház volt, amely 1994 decemberére kimerítette az utolsó élelmiszer- és egészségügyi tartalékait, így a betegek és sebesültek, több mint 900 beteg étkeztetése napi egy étkezésre korlátozódott. A kezelést csak a legkétségbeesettebb esetekben végezték, míg a műtétek helyi érzéstelenítésben zajlottak. Ebben a helyzetben a szükséges élelmiszerek és gyógyszerek nélkül terjedtek a fertőző betegségek - tuberkulózis, bélbetegségek, hepatitis, A-vitamin hiány. A kórház már nem volt abban a helyzetben, hogy segítsen a környék lakóinak.
Az enklávé ráadásul katonailag is meggyengült, amikor a Fikret Abdić vezette lázadó bosnyák erők csatlakoztak a szerbekhez, és északon létrehozták Nyugat-Boszniai Autonóm Tartományt.

### 1994
1994. június 2-án az 5. hadtest Atif Dudaković parancsnoksága alatt elfoglalta Nyugat-Bosznia területét, Fikret Abdić pedig a biztonság kedvéért Zágrábba menekült. A csata óriási sikert jelentett az ARBiH számára, amely ezzel szétszórta Abdić erőit, sikerült kiszorítania a szerb erőket Bihács környékéről, és ideiglenesen felszámolta Nyugat-Boszniai Autonóm Tartományt, amely 1994. november 4-én a boszniai erők elleni szerb ellentámadást követően újjáalakult.
1994. november 27-én az előrenyomuló szerb erők az övezet körülbelül egyharmadát elfoglalták. A harcok a bihácsi kórháztól alig 500 méterre dúltak, és közel kerültek a boszniai 5. hadtest főhadiszállásához. Az ENSZ Biztonsági Tanácsának azonban nem sikerült megállapodásra jutnia egy nyilatkozattervezetről, amely elítélte volna a szerbek ágyúzását és Bihácsra való behatolását, továbbá felszólította volna őket a kivonulásra. A város felmentésére vonatkozó amerikai tervet Franciaország és Nagy-Britannia elutasította. A boszniai szerb erők először november 26-án 19:00 órában határozták meg a város védőinek a megadás határidejét. Később ezt egy új ajánlattal módosították, hogy a boszniai muszlim csapatok Fikret Abdić erőinek adják meg magukat. Hamdija Kabiljagić, Bihács polgármestere azonban visszautasította a megadást, mondván: „ez lenne a jel a szerbeknek a tömeges mészárlására”. Bihács polgárai ezután fákkal és kiégett autókkal vették blokád alá az utcákat.
Michael Williams, az ENSZ békefenntartó erőinek szóvivője elmondta, hogy a Bihácstól nyugatra fekvő Vedro Polje falu 1994. november végén egy horvátországi szerb egység kezére került. Williams hozzátette, hogy Velika Kladuša városa körül a Bihácsi enklávétól északra, ahova a horvátországi szerbek érkeztek erős harckocsi- és tüzérségi tüzek dúltak. Ezenkívül nyugati katonai elemzők azt mondták, hogy a bihácsi enklávét körülvevő a horvát területen lévő boszniai szerb föld-levegő rakétarendszerek között volt egy modernizált SAM-2 rendszer, amelynek állapota azt sugallta, hogy valószínűleg nemrég Belgrádból szállították ide.
Mivel a Deny Flight hadművelet nem engedélyezte a vadászrepülőgépek használatát Boszniában, a Boszniai Szerb Köztársaság hadserege (VRS) kihasználta a tilalmat, és a légicsapásokat a Krajinai Szerb Köztársaság hadseregére (SVK) bízta, akik az akkoriban a Krajinai Szerb Köztársaság által ellenőrzött horvát területen a volt Jugoszláv Néphadsereg udbinai katonai repülőterén állomásozó repülőgépekkel indítottak légicsapásokat. A szerb repülőgépek napalmot és kazettás bombákat dobtak le a városra. Bár a legtöbb lövedék régi, megbízhatatlan készletekből származott, és nem robbantak fel, a támadások egyértelműen megsértették a repüléstilalmi zónát. A NATO azonnal kereste a választ, de erői a horvát légtérben nem hajthattak végre műveleteket, és Bihács határközelisége miatt a szerb repülőgépek megtámadhatták Boszniát, majd visszatérhettek Horvátországba, mielőtt elfogták volna őket. Emiatt a NATO tehetetlen volt a betörések megállításával kapcsolatban. A helyzetet felismerve a Biztonsági Tanács elfogadta a 958-as határozatot, amely lehetővé tette a NATO-repülőgépek horvátországi működését. Az UNHCR logisztikai műveletek igazgatója, Peter Walsh kiváló vezetése alatt a menekültügyi ügynökségnek 1994 decemberében sikerült áttörnie a blokádot, és 100 tonna értékes élelmiszersegélyt eljuttatni a Bihácsi zsebbe. Ez nehéz feladat volt, amelyet a folyamatos kézifegyver- és tüzérségi tűz, valamint a mozgásszabadság indok nélküli megsértése nehezített. A segélyt Cazinba szállították, hogy onnan a régióban szétosztsák.
Az Egyesült Nemzetek Biztonsági Tanácsának 959. számú határozata „aggodalmát fejezte ki a Bihácsi-zsebben zajló közelmúltbeli harcok eszkalációja, valamint az ebből fakadó menekültek és lakóhelyüket elhagyni kényszerült személyek áramlása miatt”, és elítélte a „Horvát Köztársaság és a Bosznia és Hercegovinai Köztársaság közötti nemzetközileg elismert határ megsértését”, valamint követelte, hogy minden fél és más érintett, különösen az úgynevezett krajnai szerb erők teljes mértékben tartsák tiszteletben a határt, és tartózkodjanak a határon átnyúlóan végrehajtott ellenséges cselekményektől.”

### 1995
Az enklávé 1995. július 23-án ismét heves harckocsi- és aknavetőtűz alá került, ami az ENSZ-tisztviselők szerint „az elmúlt hónapok legsúlyosabb harca volt Boszniában”. Egy 100 harckocsival megtámogatott, több ezer főnyi lázadó csoport megtámadta az ottani bosnyák erőket.
Az Egyesült Nemzetek Közgyűlése is foglalkozott a kérdéssel:
|  | „Miután a boszniai hadsereg 5. hadteste szerb csapatokat kötött le Nyugat-Boszniában (Bihács régióban), a katonai akciók felerősödtek. Ezzel egy időben az SVK megkezdte a nyugat-boszniai hadműveleti színtéren végrehajtott offenzív akciók nagyszabású előkészítését... 1994 szeptemberében 700-800 szerbiai önkéntest képeztek ki Szluin térségében a nyugat-boszniai harci bevetésre. ” |
|  | – Az Egyesült Nemzetek Szervezete Közgyűlése a megszállt horvátországi területek helyzetéről |

## Az UNPROFOR erői Bihácsban
1992. szeptember 14-én az Egyesült Nemzetek Menekültügyi Főbiztossága (UNHCR) kérésének megfelelően az UNPROFOR megbízást kapott az Egyesült Nemzetek Biztonsági Tanácsától a humanitárius segélyszállítmányok védelmére, és a problémás útvonalakon a szárazföldi szállítás biztosítására (UNPROFOR 2. fázis, 743. határozat). Ezután Franciaország egy „kísérő zászlóaljat” hozott létre, amelyet 1350 katonával és 115 könnyű páncélozott járművel 1992 októberében és novemberében küldött a területre. A fő bázis a főparancsnoksággal Ćoralićiban, logisztikai bázis Velika Kladušában volt, Bihácson pedig és egy előretolt hadművelet támaszpont működött (1 gyalogsági páncélos járművel). A franciák 1994 októberében és novemberében távoztak, helyükre egy bangladesi zászlóalj érkezett.

## Az ostrom vége
A kelet-boszniai Srebrenica és Žepa enklávé 1995 júliusi eleste után, miközben a szerb erők tankokkal és tüzérséggel lőtték a boszniai kormánycsapatok állásait, Horvátország az enklávén kívüli szerb állások közelében katonai erőket kezdett összevonni. A cél a bihácsi enklávé elestének megakadályozása volt. 1995. július 22-én a horvát és a bosnyák vezetés aláírta a háború befejezése szempontjából nagy jelentőségű kölcsönös védelmi szerződést, a spliti megállapodást.
Az ostrom az 1995. augusztus 4. és 7 között lezajlott Vihar hadművelettel ért véget, amely során a horvát erők az Atif Dudaković tábornok vezette boszniai erőkkel egyesültek. Dudaković a hadművelet után azt mondta: „A Vihar hadműveletre éppúgy szükségünk volt, mint Horvátországnak.” Az ostrom befejezése után Boszniából és Horvátországból élelmiszer- és egészségügyi segélyek érkeztek a térségbe, ami normalizálta az ott élők életét. A horvát és a bosnyák kormányhadsereg közös akciója során 1995. augusztus 7-én a Nyugat-Boszniai Köztársaságot teljesen felszámolták. Egy hónappal később a bosnyák és horvát erők a Szana és a Misztrál–2 hadműveletekkel további katonai lépéseket tettek a szerb erők visszaszorítására a régióban.

## Jogi eljárások

### Nemzetközi Törvényszék
Az ICTY Slobodan Milošević ellen bűnszövetségben való részvétel miatt emelt vádat azzal az indokkal, hogy többek között Bihács területén megtervezte, felbujtotta, elrendelte, elkövette vagy más módon segítette és elősegítette nem szerbek, főként boszniai muszlimok és boszniai horvátok üldöztetését, részt vett azok megtervezésében, elõkészítésében illetve végrehajtásában. Ratko Mladić tábornokot azzal is vádolták, hogy többek között Bihács-Ripačban tervezte, bujtotta, utasította, követte el vagy más módon segítette és bátorította a boszniai muszlim, boszniai horvát vagy más nem szerb lakosság üldözésének tervezését, előkészítését vagy végrehajtását.

### Helyi eljárások
Bosznia-Hercegovina kormánya Fikret Abdićot a bihácsi régióban 121 civil, három hadifogoly halálával és 400 civil megsebesítésével vádolta meg. A horvát hatóságok letartóztatták és bíróság elé állították. 2002-ben 20 év börtönbüntetésre ítélték a „Bihácsi zseb” környékén elkövetett háborús bűnök miatt. 2005-ben a horvát legfelsőbb bíróság 15 évre mérsékelte büntetését. Tizenöt éves büntetéséből tíz év letöltése után Abdićot 2012. március 9-én kiengedték, és a börtönből való távozásakor 3000 támogatója köszöntötte.
2012-ben a Bihácsi Kantoni Bírósága összesen 56,5 év börtönbüntetésre ítélte a VRS öt volt katonáját, akik 1992 szeptemberében 25 bosnyák civilt gyilkoltak meg Duljci és Orašac falvakban.

## Fordítás
Ez a szócikk részben vagy egészben  a   Siege of Bihać (1992–95) című angol Wikipédia-szócikk ezen változatának fordításán alapul.  Az eredeti cikk szerkesztőit annak laptörténete sorolja fel. Ez a jelzés csupán a megfogalmazás eredetét és a szerzői jogokat jelzi, nem szolgál a cikkben szereplő információk forrásmegjelöléseként.